# Pachycymbiola ferussacii
Pachycymbiola ferussacii is een slakkensoort uit de familie van de Volutidae. De wetenschappelijke naam van de soort werd voor het eerst geldig gepubliceerd in 1824 door Donovan als Voluta ferussacii.